# Trận Hoàng Thiên Đãng
Trận Hoàng Thiên Đãng (chữ Hán: 黃天蕩之戰: Hoàng Thiên Đãng chi chiến) là một trận chiến trong chiến tranh Kim-Tống trong lịch sử Trung Quốc năm 1130 giữa tướng nhà Tống là Hàn Thế Trung và tướng nhà Kim là Ngột Truật.
Hoàng Thiên Đãng nghĩa là vũng Hoàng Thiên, địa danh nằm ở phía đông bắc Nam Kinh, Giang Tô, Trung Quốc.

## Hoàn cảnh
Sau khi diệt nhà Liêu, nhà Kim của họ Hoàn Nhan tộc Nữ Chân tiến xuống phía nam đánh nhà Tống. Quân Kim rất mạnh, nhiều lần đánh bại quân Tống và chiếm nhiều đất đai.
Sau khi 2 cha con Hoàng đế Tống Huy Tông và Khâm Tông bị bắt trong sự kiện Tĩnh Khang năm 1127, một hoàng tử nhà Tống là Triệu Cấu chạy về nam tái lập nhà Tống, tức là Nam Tống. Năm 1129, Kim Thái Tông hạ lệnh cho cháu là Ngột Truật mang quân đánh Nam Tống mới hình thành.
Quân Kim nam tiến thắng trận như chẻ tre. Tống Cao Tông bỏ hết thành này tới thành khác, cuối cùng phải lên thuyền chạy ra biển để trốn sự truy kích của quân Kim. Ngột Truật điều quân bơi thuyền đuổi ra ngoài biển 300 dặm nhưng không theo kịp thuyền vua Tống, phải quay trở về.
Trong trận ra quân này, Ngột Truật chủ trương bắt vua Tống, nhưng không đạt kết quả. Quân Kim phải trài dài trên nhiều phòng tuyến từ Hoài Bắc tới Triết Giang, bị dân Giang Nam tập kích nhiều lần, tình thế bất lợi. Vì vậy Ngột Truật không thể lưu lại lâu, quyết định triệt thoái về bắc.
Trong khi quân Kim rượt đuổi Tống Cao Tông, tướng Tống là Hàn Thế Trung lui về giữ Giang Âm, chia quân ra phòng bị. Tống Cao Tông trong lúc chạy trốn đã triệu tập Thế Trung về hộ giá nhưng Thế Trung tâu rằng quân Kim sẽ không thể ở lâu, ông muốn đóng quân ở sông Trường Giang để chặn đường rút lui của địch. Cao Tông chấp thuận ý kiến của Thế Trung.
Vào ngày rằm tháng 1 năm 1130, Thế Trung cố ý giăng đèn kết hoa mở hội ở Tú châu để đánh lạc hướng quân Kim. Một mặt, Thế Trung mang quân bí mật phục ở Trấn Giang. Khi đại quân Ngột Truật rút về tới nơi thì cuộc đụng độ xảy ra.

## Diễn biến

### Hàn Thế Trung chặn đánh
Tháng 3 năm 1130, 10 vạn đại quân Ngột Truật rút về tới Trấn Giang. Ngột Truật dự định từ Trấn Giang vượt sông rút về bắc dọc theo Vận Hà. Thế Trung mang 8000 quân ra giữ chùa Tiêu Sơn trước, tung quân chặn đánh.
Hai bên giao tranh ác liệt. Quân Kim chiến thuyền nhỏ, lại không thạo thủy chiến nên bị quân Tống đánh bại, rơi vào thế bất lợi. Có vài trăm quân người Hán lẫn Khiết Đan trong hàng ngũ quân Kim bị chết đuối.
Ngột Truật cho quân đi ngược về phía tây, tìm bến khác để sang sông. Hàn Thế Trung đuổi theo, bố trí lực lượng tập kích quân Kim. Quân Kim ra sức chém giết, cướp được 10 thuyền lớn của quân Tống. Ngột Truật cho quân đi dọc theo bờ sông. Hàn Thế Trung có lợi thế nhiều chiến thuyền, cũng chạy dọc bờ sông đuổi theo quân Kim, thuyền nối nhau dài mấy dặm. Quân Tống đêm đêm bơi thuyền sang khiêu chiến, quân Kim không quen sông nước phải chống đỡ vất vả.
Quân Kim ở Giang Bắc đến chi viện cho Ngột Truật nhưng bị thủy quân của Thế Trung ngăn trở. Hai cánh quân không liên kết được với nhau. Ngột Truật chạy dọc dòng sông tìm đường khác qua sông nhưng Thế Trung nhất định bám riết.
Không thể tìm ra lối về bắc, Ngột Truật sai sứ sang nói với Hàn Thế Trung xin giao lại toàn bộ châu báu lấy được ở Giang Nam nhưng Thế Trung không tán thành. Ngột Truật lại xin hiến ngựa hay cũng không được Thế Trung chấp nhận.
Hai bên giằng co vừa đánh vừa chạy, cuối cùng 10 vạn quân Ngột Truật bị Hàn Thế Trung dồn vào vũng Hoàng Thiên.

### Đụng độ tại Hoàng Thiên Đãng
Quân Kim mắc kẹt trong vũng, quân Tống chặn ở ngoài. Dù lực lượng đông hơn nhiều nhưng quân Kim không thể phá vây đánh ra do địa hình bất lợi. 
Trong trận bao vây này, vợ của Hàn Thế Trung là Lương Hồng Ngọc cũng theo chồng xuất binh. Sử sách ghi lại rằng mỗi lần ra trận Lương Hồng Ngọc đều trang điểm thật xinh đẹp trước khi ngồi lên ngựa chỉ huy hàng nghìn quân lính, nhưng khi vào trận thì vung roi thét ngựa, dũng cảm xông vào trận địa nguy hiểm nhất. Đích thân Lương Hồng Ngọc đã ra trận đánh trống trợ oai, động viên tinh thần quân Tống.
Trong tình thế quẫn bách, Ngột Truật xin gặp mặt Hàn Thế Trung. Thế Trung nhận lời. Ngột Truật xin mở vòng vây, Thế Trung ra điều kiện:
Nếu trả lại hai vua và người trong 2 cung, khôi phục lại cương thổ nước Tống như cũ thì có thể thả cho ngài về bắc.
Ngột Truật không thể chấp nhận điều kiện đó nên đành quay vào vũng Hoàng Thiên. Vài ngày sau Ngột Truật lại xin gặp mặt Thế Trung. Do hai bên lời qua tiếng lại, Hàn Thế Trung tức giận định giương cung bắn. Ngột Truật thúc ngựa tháo chạy về.
Quân Kim bị quân Tống vây khốn trong vũng 40 ngày. Ngột Truật không tìm ra được kế gì để phá vòng vây của quân Tống. Mãi sau, trong quân Kim có một người Mân (vùng Phúc Kiến) hiến kế cho Ngột Truật:
Hãy đào một con kênh thông ra sông Trường Giang thì toàn quân có thể thoát nạn.
Ngột Truật theo kế đó làm, sai quân theo dòng cũ của sông Quán Hoa, cho quân sĩ đào ngày đêm một con kênh dài 30 dặm thông đến Tần Hoài. Tháng 4 năm 1130, con kênh đào xong, quân Kim theo đó thoát ra khỏi vũng Hoàng Thiên ra sông Trường Giang.
Khi Hàn Thế Trung phát hiện quân Kim ra khỏi vũng, bèn mang quân đuổi đánh thì quân Kim đã đến Ninh Giang và được 2 tướng Di Thích Cổ từ Thiên Trường và Đáp Thái từ Ô Lâm tới cứu viện. Ba đạo quân Kim hợp lại đánh lui quân Tống.
Ngột Truật hợp binh với 2 tướng cùng rút từ Giang Ninh về bắc. Hàn Thế Trung mang đội thuyền lớn đón ở cửa sông, định nhân thuận dòng nước từ hai bên trái phải dìm chết quân Kim.
Trong tình thế bị vây đánh, người Mân lại hiến kế cho Ngột Truật. Ngột Truật theo kế, bèn chọn 10 lính thiện xạ ngồi lên thuyền nhỏ, bơi đến gần thuyền quân Tống, dùng tên lửa bắn cháy các cánh buồm. Thuyền quân Tống bị cháy buồm, lan ra các thuyền khác. Các thuyền lớn không thể đi nhanh được nữa, Ngột Truật thừa thế thúc quân tiến đánh, giết được 2 tướng Tống là Tôn Thế Thuần và Nghiêm Doãn.
Quân Tống bại trận, Hàn Thế Trung buộc phải lui 70 dặm trở lại Trấn Giang. Ngột Truật chuyển bại thành thắng, phá được vòng vây trở về bắc.

## Hậu quả và ý nghĩa
Trận Hoàng Thiên Đãng là diễn biến sau cùng trong lần nam tiến thứ ba của quân Kim, năm 1129-1130.
Trước khi diễn ra trận đánh quân Tống vừa liên tiếp bại trận và tổn thất, nhiều thành trì ở Giang Nam bị đánh chiếm, vua Tống phải tháo chạy ra biển. Tình thế của Nam Tống rất nghiêm trọng và suy nhược. Hàn Thế Trung dù chỉ có ít quân nhưng đã biết lợi dụng địa hình và sở trường thủy chiến của quân Tống, cầm cự được với quân Kim đông hơn gấp bội, thậm chí vây hãm Ngột Truật trong vũng Hoàng Thiên, được các sử gia Trung Quốc ví "biến quân Kim thành rùa trong vại".
Tuy cuối cùng quân Kim tìm được lối rút về bắc nhưng bị mất đi ưu thế thượng phong trước quân Tống. Khi các lộ quân Tống đang thua tan tác, chiến thắng của Hàn Thế Trung có tác dụng cổ vũ nhuệ khí cho quân Tống rất lớn, được ví là một kỳ tích trong chiến tranh Kim-Tống.
Theo nhận định của sử sách, từ sau trận này, quân Kim không dám tiến xuống Giang Nam nữa, chiến trường giữa Kim và Tống tập trung chủ yếu ở vùng Giang Bắc, Lưỡng Hoài.